# 赵弘 (北汉)
赵弘（908年—974年），又作赵宏，蓟州渔阳（今天津市蓟州区）人，五代十国时后晋、后汉、北汉大臣。

## 生平
赵弘在后晋时举进士，历任徐州、兖州、陈州、许州四镇从事。后汉高祖在位时，为河东节度使掌书记。赵弘才思敏捷，善于戏谑，刘旻很看重他。刘旻称帝，建立北汉，以赵弘为翰林承旨。北汉睿宗天会四年（960年），睿宗刘钧授赵弘为中书侍郎、同平章事，转门下侍郎兼枢密使，加司徒。后来，郭无为任相，赵弘出知汾州、岚州。宋太祖征太原府，略地岚州，赵弘请降。赐名赵文度。历安国军、华州、耀州三镇节度使。开宝七年（974年），赵弘卒，年六十七岁。

## 诗文成就
赵弘通音律，善为诗，有《观光集》，人多讽诵。《补五代史艺文志》录有赵宏诗集一卷。